# Stephen Desberg
Stephen Desberg (Brussel, 10 september 1954) is een Franstalig Belgisch stripschrijver. 

## Levensloop
Desberg heeft een Amerikaanse vader en Franse moeder. Zijn ouders leerden elkaar na de bevrijding van de Tweede Wereldoorlog in Parijs kennen. Via zijn grootvader, die een cinema in Cleveland bezat, vond zijn vader werk in België bij Metro-Goldwyn-Mayer.
Vanaf de jaren 70 schrijft Desberg scenario's voor strips voor Will (Baard en Kale), Benn (Mick Mac Adam), Maltaite (421) en Hardy ( Arkel). Zijn eerste strip was De laatste stunt van Baard en Kale, maar scenarist Maurice Tillieux herwerkte het scenario later voor publicatie. Daarna volgen nog andere strips zoals Pantoffel met tekeningen van Raymond Macherot, 421 met Eric Maltaite en Billy the Cat met Stephan Colman. In 1984 bracht hij als zanger vier singles uit. In de jaren 90 volgden nog stripreeksen zoals Kobe de Koe met Johan De Moor en De Schorpioen getekend door Enrico Marini.

## Publicaties

### Reeksen
- 421
- Arkel
- Aurora & Ulysses, Centauren
- Baard en Kale
- Billy the Cat
- Black Op
- Carmen Lamour
- Cassio
- Empire USA
- De Geschiedenis van het WK voetbal
- Guus Slim
- I.R.$.
- I.R.$. all watcher
- Jimmy van Doren
- Kasper
- Kobe de Koe
- Het laatste jungleboek
- Mayam
- Mick Mac Adam
- Miss Oktober
- De onsterfelijken
- De Schorpioen
- Sherman
- Siena
- Spervuur
- Ster van de woestijn
- Super kuifje
- Tosca
- Volle melk
- Zwart bloed

### Losstaande albums
- De 27ste letter
- De hemel in de hel
- Liefde in het spel
- Maxi strip boek
- The Rite of Spring
- Trilogie avec dames